# Tovar (Mérida)
Tovar è un comune del Venezuela situato a sud-ovest dello stato di Mérida, a circa 74 km della capitale; si trova ad un'altitudine di 952 m s.l.m. e ha un clima medio di 21 °C.
Punto importante nell'economia e lo sviluppo tecnologico, culturale, turistico e sportivo dello stato, dopo la capitale e la città di El Vigía, è la terza entità più importante dello Stato Mérida, per essere la punta di lancia della zona della Valle del Mocotíes.
È conosciuta anche come "La Culla dell'Arte Merideña".